# 한산초등학교 (경남)
한산초등학교는 대한민국 경상남도 통영시 한산면 창좌리에 있는 공립 초등학교이다.

## 학교 연혁
- 1928년 9월 17일 한산공립보통학교 개교(한산면 한산일주로 622)
- 1938년 4월 1일 한산공립심상소학교 개칭
- 1941년 4월 1일 한산공립국민학교 개칭
- 1985년 2월 28일 좌도분교장 본교 편입
- 1989년 3월 1일 염호분교장 본교 편입
- 1996년 3월 1일 한산초등학교 개칭
- 1997년 3월 1일 두억분교장 본교 편입
- 1998년 3월 1일 좌도분교장 통합
- 1999년 3월 1일 하소분교장, 비진분교장, 매물도분교장 본교 편입
- 1999년 9월 1일 추봉분교장 본교 통합
- 2001년 3월 1일 염호분교장 본교 통합
- 2003년 3월 1일 두억분교장 본교 통합
- 2005년 3월 1일 매물도분교장 본교 통합
- 2010년 3월 1일 하소분교장 본교 통합
- 2012년 2월 28일 비진분교장, 용호분교장 본교 통합
- 2012년 3월 1일 초, 중학교 통합
- 2013년 4월 6일 신축 교사로 이전

## 통폐합된 분교장
- 좌도분교장
- 추봉분교장
- 염호분교장
- 두억분교장
- 매물도분교장
- 하소분교장
- 비진분교장
- 용호분교장

## 참고 자료
- 한산초등학교 - 한국교육학술정보원 학교알리미